# Нолгаш
Нолгаш — река в России, протекает по Килемарскому району Республики Марий Эл. Устье реки находится в 88 км от устья Большого Кундыша по правому берегу. Длина реки составляет 14 км, площадь водосборного бассейна — 65,2 км².
Исток реки расположен у деревни Богатырка близ границы с Кировской областью в 20 км к северо-западу от посёлка Килемары. Река течёт на юго-восток по ненаселённому заболоченному лесу. Впадает в Большой Кундыш ниже деревни Большой Ломбенур. крупнейший приток — Кучкаш (правый).

## Данные водного реестра
По данным государственного водного реестра России относится к Верхневолжскому бассейновому округу, водохозяйственный участок реки — Волга от Чебоксарского гидроузла до города Казань, без рек Свияга и Цивиль, речной подбассейн реки — Волга от впадения Оки до Куйбышевского водохранилища (без бассейна Суры). Речной бассейн реки — (Верхняя) Волга до Куйбышевского водохранилища (без бассейна Оки).
Код объекта в государственном водном реестре — 08010400712112100000909.